# Klaus Wowereit
Klaus Wowereit (Berlin, 1. listopada 1953.), njemački političar (SPD) i od 2001. gradonačelnik Berlina.

## Vanjske poveznice
- Klaus Wowereit